# El Ganzra
El Ganzra (en àrab الكنزرة, al-Ganzra; en amazic ⵇⴰⵏⵚⵕⴰ) és una comuna rural de la província de Khémisset, a la regió de Rabat-Salé-Kenitra, al Marroc. Segons el cens de 2014 tenia una població total de 13.209 persones.